# Sonsoro
Sonsoro è un arrondissement del Benin situato nella città di Kandi (dipartimento di Alibori) con 11 302 abitanti (dato 2006).